# Säytjärvi
Säytjärvi är en sjö i kommunen Pieksämäki i landskapet Södra Savolax i Finland. Sjön ligger 112,7 meter över havet. Arean är 1,07 kvadratkilometer och strandlinjen är 7,61 kilometer lång. Sjön  ingår i Kymmene älvs huvudavrinningsområde.   Den ligger omkring 54 kilometer norr om S:t Michel och omkring 250 kilometer nordöst om Helsingfors. 